# Калінув (Ґарволінський повіт)
Калінув (пол. Kalinów) — село в Польщі, у гміні Желехув Ґарволінського повіту Мазовецького воєводства.
Населення — 145 осіб (2011).
У 1975-1998 роках село належало до Седлецького воєводства.

## Демографія
Демографічна структура станом на 31 березня 2011 року:
|          | Загалом | Допрацездатний вік | Працездатний вік | Постпрацездатний вік |
| -------- | ------- | ------------------ | ---------------- | -------------------- |
| Чоловіки | 84      | 15                 | 55               | 14                   |
| Жінки    | 61      | 7                  | 32               | 22                   |
| Разом    | 145     | 22                 | 87               | 36                   |